# Habrodon kashmiriensis
Habrodon kashmiriensis là một loài Rêu trong họ Leskeaceae. Loài này được Vohra mô tả khoa học đầu tiên năm 1969.